# Sierra del Cerezo
Sierra del Cerezo är en ås i Spanien.   Den ligger i provinsen Murcia och regionen Murcia, i den sydöstra delen av landet, 290 km sydost om huvudstaden Madrid.